# تصنيف تنس الكراسي المتحركة
تصنيف تنس الكراسي المتحركة هو نظام يهدف إلى تحقيق العدالة في المنافسة بين جميع اللاعبين. تُشرف اللجنة البارالمبية الدولية على هذا التصنيف، وينفذه الاتحاد الدولي للتنس.

## التعريف
يعتمد تصنيف لاعبي تنس الكراسي المتحركة في الألعاب البارالمبية على تحديد من يحق له المشاركة وفي أي فئة، بهدف إقامة منافسات عادلة. يُسمح بالمشاركة للرياضيين والرياضيات الذين يعانون من إعاقات جسدية تمنعهم من التنافس مع الرياضيين الأصحاء

## الحوكمة
تتولى اللجنة البارالمبية الدولية الإشراف على الحوكمة في هذه الرياضة، بينما ينفذ الاتحاد الدولي للتنس اللوائح وينشرها سنويًا. كانت هذه الرياضة أول رياضة يتولى اتحاد رياضي مسؤولية إدارتها، إذ تولى الاتحاد الدولي للتنس المسؤولية منذ عام 1998.

## التاريخ
تم تطوير لعبة التنس على الكراسي المتحركة في عام 1976 على يد جيف مينينبراكر وبراد باركس. ومع بداية تسعينيات القرن العشرين، تحول التصنيف من النظام الطبي إلى نظام يعتمد على الأداء الوظيفي. في عام 1992، أصبحت اللجنة البارالمبية الدولية مسؤولة رسميًا عن إدارة الرياضة. وبسبب الصعوبات في التقييم الوظيفي خلال دورة برشلونة، أعلنت اللجنة في عام 2003 عن خطة لتطوير نظام جديد للتصنيف دخل حيز التنفيذ عام 2007، وحدد عشرة أنواع من الإعاقات المؤهلة للمشاركة البارالمبية. هذا النظام يتطلب أن يكون التصنيف مخصصًا للرياضة، وله وظيفتان أساسيتان: تحديد الأهلية وإنشاء فئات محددة من المتنافسين. وقد تُركت مهمة تطوير التصنيفات لكل اتحاد دولي بشرط أن تستند إلى أدلة علمية.
تم تصنيف الألعاب البارالمبية الصيفية لعام 2012 استنادًا إلى دليل تصنيف تنس الكراسي المتحركة الصادر عام 2009 عن الاتحاد الدولي للتنس.

## الأهلية
اعتبارًا من عام 2012، يُسمح للأشخاص ذوي الإعاقات الجسدية بالمشاركة في هذه الرياضة. يمكن للرجال والنساء من ذوي الإعاقة الجسدية التنافس في فئة الرباعي أو الفئة المفتوحة. ولكي يكون اللاعب مؤهلاً للمشاركة، يجب أن يكون مصابًا بإعاقة جسدية دائمة ومشخّصة طبيًا تؤثر على الحركة. ومن بين المعايير المقبولة: وجود عجز عصبي عند مستوى الفقرة S1 أو أقرب، التهاب أو استبدال مفصل في الجزء السفلي من الجسم، أو بتر في الطرف السفلي عند مفصل معين، أو وجود إعاقة وظيفية مماثلة. كما يُسمح للرياضيين الذين بُترت أطرافهم السفلية بالمشاركة بناءً على القدرة الحركية الوظيفية.

## الفصول الدراسية
تُقسم هذه الرياضة إلى فئتين: الفئة المفتوحة، حيث يعاني الرياضيون من ضعف في الأطراف السفلية مع سلامة الأطراف العلوية؛ وفئة الرباعي، حيث يعاني الرياضيون من ضعف في الأطراف السفلية والعلوية مع قدرة محدودة على استخدام الكرسي والمضرب.
قواعد تنس الكراسي المتحركة تشبه إلى حد كبير تلك الخاصة بالتنس التقليدي، باستثناء السماح بارتداد الكرة مرتين بشرط أن يكون الارتداد الأول داخل الملعب. يُسمح باستخدام الكراسي الكهربائية للرياضيين الذين لا يمكنهم التحكم بالكرسي اليدوي بسبب إعاقتهم.

## العملية
للمشاركة في الألعاب البارالمبية، يجب على لاعب التنس على الكرسي المتحرك الحصول على تصنيف دولي من لجنة التصنيف، وأن يكون لديه رقم تعريف لاعب دولي في هذه الرياضة، ويوافق على الالتزام ببرنامج مكافحة المنشطات ومراقبة اللياقة. وبالنسبة لدورة ألعاب 2012، كان من الضروري أن يكون اللاعب قد خاض على الأقل بطولة واحدة ضمن بطولات الاتحاد الدولي للتنس خلال الفترة الممتدة من 1 كانون الثاني 2010 إلى 31 كانون الثاني 2012، وأن يكون مصنّفًا على قائمة التصنيف العالمية.
في معظم الدول، تقوم اللجنة البارالمبية الوطنية بإدارة التصنيف على المستوى المحلي. في أستراليا، يُدار التصنيف من قبل الاتحاد الرياضي الوطني بدعم من اللجنة البارالمبية الأسترالية. هناك ثلاثة أنواع من التصنيف للأستراليين: مؤقت للمسابقات المحلية، ووطني للمسابقات داخل البلاد، ودولي للمسابقات العالمية.

## في دورة الألعاب البارالمبية
أُدرجت رياضة تنس الكراسي المتحركة لأول مرة في الألعاب البارالمبية في دورة عام 1992، وكان يُسمح بمشاركة ذوي الإعاقة على الكراسي، ويُصنَّفون عبر جهات مستقلة. ستُقام منافسات دورة ألعاب 2012 في إيتون مانور ضمن الحديقة الأولمبية، من 1 إلى 8 أيلول، ومن المتوقع مشاركة 64 إلى 80 رجلاً و32 إلى 48 امرأة في ستة أحداث مختلفة.
الحد الأقصى للمشاركات المسموح بها لكل دولة:
- زوجي رباعي: فريق واحد من اثنين.[8]
- زوجي رجال وسيدات: فريقان من لاعبين.[8]
- فردي رباعي: ثلاثة لاعبين.[8]
- فردي رجال وسيدات: أربعة لاعبين.[13]

في دورة ألعاب ريو 2016، طبقت اللجنة البارالمبية سياسة "صفر تصنيف خلال الألعاب"، التي تم الإعلان عنها عام 2014 لتجنب تغييرات اللحظة الأخيرة في التصنيف. كان يجب أن يكون لكل رياضي تصنيف دولي مؤكد قبل بدء الألعاب، مع معالجة الاستثناءات على أساس فردي.

## الرياضيين البارزين
يُعد ديفيد هول أبرز لاعب أسترالي في هذه الرياضة، إذ حصل على ميدالية ذهبية، وثلاث فضيات، وبرونزيتين اثنتين في ثلاث دورات بارالمبية.
في المقابل، حصدت إستر فيرجير أربع ذهبيات فردية، وثلاث ذهبيات وفضية في الزوجي.
أما شينغو كونييدا، ففاز بثلاث ذهبيات في الفردي، بالإضافة إلى ذهبية وبرونزيتين في الزوجي.
في حين حصل ديفيد فاغنر على ذهبية واحدة وبرونزيتين في الفردي، وثلاث ذهبيات في الزوجي.
وتعمل اللجنة البارالمبية الدولية حاليًا على تطوير نظام تصنيف قائم على الأدلة بدلاً من الأداء، لتجنب ترفيع الرياضيين المميزين إلى فئات أعلى لمجرد تفوقهم التدريبي مقارنة بغيرهم.